# Kanton Plaintel
Der Kanton Plaintel (bretonisch Kanton Pleneventer) ist seit 2015 ein französischer Kanton im Arrondissement Saint-Brieuc, im Département Côtes-d’Armor, in der Region Bretagne; sein Hauptort ist Plaintel.

## Geschichte
Der Kanton entstand mit der Neuordnung der Kantone in Frankreich im Jahr 2015. Die Gemeinden gehörten früher zu den Kantonen Moncontour (5 Gemeinden), Plœuc-sur-Lié (4 Gemeinden) und Plouguenast (1 Gemeinde).

## Lage
Der Kanton liegt im Zentrum des Départements Côtes-d’Armor.

## Gemeinden
Der Kanton besteht aus neun Gemeinden mit insgesamt 19.886 Einwohnern (Stand: 1. Januar 2022) auf einer Gesamtfläche von 258,23 km²:
| Gemeinde          | Bretonisch  | Einwohner (2022) | Fläche (km²) | Code postal | Code Insee |
| ----------------- | ----------- | ---------------- | ------------ | ----------- | ---------- |
| Hénon             | Henon       | 2.315            | 40,87        | 22150       | 22079      |
| Le Bodéo          | Bodeoù      | 178              | 9,97         | 22320       | 22009      |
| Moncontour        | Monkontour  | 742              | 0,48         | 22510       | 22153      |
| Plaintel          | Pleneventer | 4.571            | 26,76        | 22940       | 22171      |
| Plémy             | Plevig      | 1.583            | 40,04        | 22150       | 22184      |
| Plœuc-L’Hermitage | Ploheg      | 4.117            | 82,27        | 22150       | 22203      |
| Quessoy           | Kesoue      | 3.930            | 29,23        | 22120       | 22258      |
| Saint-Carreuc     | Sant-Kareg  | 1.554            | 12,69        | 22150       | 22281      |
| Trédaniel         | Trezeniel   | 896              | 15,92        | 22510       | 22346      |
| Kanton Plaintel   | Pleneventer | 19.886           | 258,23       | -           | 2213       |

### Veränderungen im Gemeindebestand seit der landesweiten Neuordnung der Kantone
2016: Fusion L’Hermitage-Lorge und Plœuc-sur-Lié → Plœuc-L’Hermitage

## Politik
Im 1. Wahlgang am 22. März 2015 erreichte keines der vier Wahlpaare die absolute Mehrheit. Bei der Stichwahl am 29. März 2015 gewann das Gespann Thibaut Guignard/Delphine Martin (beide Union de la droite) gegen Jérôme Le Nouvel et Nadine L'Echelard (beide DVG) mit einem Stimmenanteil von 56,07 % (Wahlbeteiligung:60,11 %).
| Vertreter im conseil général des Départements | Vertreter im conseil général des Départements | Vertreter im conseil général des Départements |
| Amtszeit                                      | Name                                          | Partei                                        |
| --------------------------------------------- | --------------------------------------------- | --------------------------------------------- |
| 2015–                                         | Thibaut Guignard Delphine Martin              | Union de la droite                            |